# 坎丁
坎丁，是西班牙卡斯蒂利亚-莱昂莱昂省的一个市镇。 总面积141平方公里，2001年总人口417人，人口密度3人/平方公里。